# Летим на Марс
Летим на Марс — дебютный студийный альбом российского рок-вокалиста и продюсера Сергея Гарифуллина, выступающего под псевдонимом «Gariwoodman». Выпущен 4 сентября 2017 года. Основной темой пластинки является ядерное разоружение.

## Об альбоме
Средства на запись альбома были собраны в рамках краудфандинг-проекта. Генеральным партнёром пластинки стала международная организация «Врачи мира за предотвращение ядерной войны», лауреаты Нобелевской премии мира 1985 года. В поддержку альбома исполнитель выпустил 6 синглов, а также отправился во всероссийский тур «#ЛетимНаМарс».

## Обложка
Дизайном обложки занимался Сергей Гарифуллин совместно с художником Кариной Лемешевой. Лицевая сторона имеет двойственную природу. С одной стороны, зрителям предстают руины марсианского города, на фоне которого стоят два человека в скафандрах, смотрящие на палящее солнце. С другой, герои в защитных костюмах находятся на Земле, где происходит ядерный взрыв, накрывающий город — символ человеческой цивилизации. На оборотной стороне фотограф Иван Губанов запечатлел музыкантов «Gariwoodman», стоящих в белой одежде с пацифистским флагом на пустынном мосту.

## Отзывы критиков
| Оценки критиков | Оценки критиков |
| Источник        | Оценка          |
| --------------- | --------------- |
| RockWeek        | [ 8 ]           |
| RockHit         | [ 9 ]           |
| EatMusic        | [ 10 ]          |
| Gig Geek        | [ 11 ]          |
| MusicScore      | [ 12 ]          |

Издание «RockHit» отметило факт того, что Летим на Марс был записан при поддержке лауреатов Нобелевской премии мира, а также назвало альбом «крепкой пластинкой с глубокими текстами». Однако портал не одобрил то, что большинство песен было выпущено в сеть в качестве синглов, лишив слушателей новых эмоций от альбома.
Музыкальный журналист Анна Николаевская из EatMusic заявила, что песни «вяжутся друг с другом, создают единое полотно», но предъявила претензии к тому, что коллектив по-настоящему не реализовал весь свой потенциал звучания: «В некоторых треках не хватает ощущения достигнутой вершины».
Рок-журнал «RockWeek» оценил пластинку на 9 звёзд из 10, посчитав, что спокойное звучание подчёркивает драматичность и глубину затрагиваемых проблем, и похвалив дебютный альбом за стремление к концептуальности.

## Список композиций
Слова и музыка всех песен — (если не указано иначе) — Сергей Гарифуллин.
| №   | Название                                                             | Длительность |
| --- | -------------------------------------------------------------------- | ------------ |
| 1.  | «За пределы звёзд»                                                   | 4:15         |
| 2.  | «Я — бомба»                                                          | 3:22         |
| 3.  | «Пацифистский чай»                                                   | 3:40         |
| 4.  | «Летим на Марс»                                                      | 4:58         |
| 5.  | «Лунный заяц»                                                        | 3:43         |
| 6.  | «Эй, красотка»                                                       | 2:50         |
| 7.  | «Серый кит» (Сергей Гарифуллин, Рустам Сыртланов)                    | 2:39         |
| 8.  | «Путь наркомана»                                                     | 2:50         |
| 9.  | «Senay» (тайваньские аборигены народности Амис)                      | 3:11         |
| 10. | «Global Warming»                                                     | 0:01         |
| 11. | «Finita la Commedia (Outro)» (Сергей Гарифуллин, Владислав Елизаров) | 3:47         |

## Участники записи
- Gariwoodman
  - Сергей Гарифуллин — вокал, бэк-вокал в «Senay», ритм-гитара, слова
  - Владимир Олейников — ударные, перкуссия в «Senay»
- Приглашённые музыканты
  - Антон Бойко — продюсер,  сведение, соло-гитара, бас-гитара
  - Владислав Елизаров— клавишные
  - Lady Ku — вокал в «Senay»